# Papež Urban I.
Sveti Urban I., papež (in mučenec, glej: Ocena), Rimskokatoliške cerkve, * 2. stoletje n. št., Rim, (Italija, Rimsko cesarstvo); † 230, Rim. Pokopali so ga v Rimske katakombe (Kalistove ali Pretekstatove). V Rimskokatoliški cerkvi god 25. maja, vendar ni več obvezni god po koledarski reformi 1969.

## Življenjepis
Cerkev je vodil v času cesarja Aleksandra Severa (222–235), ki je bil ves čas svojega vladanja pod močnim vplivom matere Julije Mameje. Ta je bila povezana z rimskim duhovnikom in pisateljem Hipolitom, ter aleksandrijskim učenjakom Origenom. Cesar je po pričevanju spisa Historia Augusta »Judom ohranil posebne pravice, s kristjani pa je potrpel, da so«.
Čas njegovega vladanja lahko točno določimo. Zanj imamo dva trdna vira: „Cerkveno zgodovino” zgodnjega krščanstva zgodovinarja Evzebija ter napis na Coemeterium Callisti (Kalistovem pokopališču v Rimskih katakombah), kjer je omenjeno njegovo ime.

### Določbe
- Papež Urban I. je določil, da morajo biti vse bogoslužne posode iz srebra. Dotlej so uporabljali največ steklo in les. Napravil je tudi petindvajset paten za Rim.
- Birmo lahko deli samo škof. Tako mu nekateri napačno pripisujejo ustanovitev zakramenta svete birme, ki pač izhaja že iz apostolskih časov.
- Škofov sedež naj bo malo višji in se imenuje tribunal; škof namreč presoja verske zadeve.
- V petih posvečenjih je papež Urban I. posvetil osem škofov, pet duhovnikov in devet diakonov.

## Smrt in češčenje
Mučeništvo je pretrpel leta 230 za časa cesarja Aleksandra Severa. Ta cesar sicer ni preganjal kristjanov. Caesarotti razlaga, kako je prišlo do mučeništva. Ko je cesar bil odsoten iz Rima, so kristjanom sovražni ugledni pogani nahujskali množice ne le zoper papeža, ampak tudi zoper druge kristjane.
Razširjenost Urbanovega češčenja med ljudstvom ima svoje korenine najbrž v alzacijskih vinogradnih goricah. Tam so v 9. stoletju ustanovili nunski samostan v Ersteinu v čast Siksta in Cecilije; v njem so hranili Urbanove relikvije. Od tam se je češčenje širilo v Francijo in Nemčijo ter sosednje slovenske in ogrske pokrajine.

## Legende in običaji
Okrog osebe papeža Urbana I. je ljudsko izročilo spletlo skozi zgodovino mnogo legend.

### Mučeništvo svete Cecilije
Nekatere postavljajo papeža Urbana I. v zvezo z mučeništvom svete Cecilije, device in mučenke. On je krstil mnogo odličnih Rimljanov, med njimi tudi sveto Cecilijo in njenega moža Valerijana. Nekateri zgodovinarji za Cecilijino mučeništvo navajajo druge datume, ki se ne ujemajo z Urbanovim pontifikatom. 
Giovanni Battista de Rossi poskuša na primer dokazati, da je Cecilija umrla precej pred Urbanovim papeževanjem, pod cesarjem Avrelijem.

### Leseni, srebrni in zlati kelihi
Papež Urban I. je določil, da morajo biti vse posode, ki se uporabljajo pri svetih skrivnostih, iz srebra. Ne preseneča pa, da so srebrne kelihe uporabljali že pred tem pontifikatom. Novaes nam v zvezi s tem poroča naslednjo anekdoto: Ko so svetega Bonifacija (680-755) vprašali, kako da je bilo nekdaj dopustno maševati s posodami iz lesa, je odgovoril: „Poprej so zlati duhovniki uporabljali lesene kelihe; zdaj pa leseni duhovniki uporabljajo zlate kelihe.” 

## Ljudsko izročilo in navade
Na Slovenskem je sveti Urban vremenski svetnik.
„Če je na svetega Urbana dan lepó, rado suši se poleti senó. – Kakršno vreme na svet'ga Urbana, táko bo tudi malega srpána.” Zato se tudi povsod na Slovenskem sv. Urbanu priporočajo za lepo vreme, kajti: „Na svetega Urbana sonce gorko, obilo bo vina, bo sladkó; če pa ta dan prirosi, trta le cviček rodi. ” Zgodilo se je že, da je prav na Urbanovo padla slana in pomorila vse, kar je bilo zelenega. To se je ljudem hudo zamerilo; neki tesar je baje njegovo podobo kar izrezal iz pratike.
Urbanovo je na Slovenskem tudi pastirski dan. Okoli Metlike morajo pastirji ta dan zgodaj vstati; kdor prižene zadnji na pašo, potegne, pravijo, vse muhe na svojo živino. Na Raki sploh pravijo, da sveti Urban muhe prižene. Zato naj bodo na njegov god vsa vrata in okna odprta. Če muhe to vidijo, lete mimo, češ saj ni nikogar doma.
Podobne navade imajo oziroma so imeli na god svetega Urbana tudi na Ogrskem in drugod po Srednji Evropi.
Gy. Komáromi Csipkés poroča, da na Urbanovo nosijo okrog njegovo leseno sliko ali kip, vendar le tedaj, kadar je lepo vreme; če gre dež, jo okopajo v blatu. Če je okrog Urbana slabo vreme, to namreč lahko zelo škoduje ravnokar cvetočemu grozdju.
V Gutorföld-u pravijo šaljivo, da stresa Urban iz vreče muhe; v Nemeshetés-u pa čmrlje.
Ljudsko izročilo v Sőregu pravi takole: »Ko so delali koledar in noter vstavljali svetnike, se je Urban zabaval v krčmi. Pozno je šel domov. Vprašal je, kam je prišlo njegovo ime. Ko je zvedel, kje je, je dejal, čemu ga niso dali sredo zime; takrad bi mogel zamrzniti tele v kravi in otroka v materi.« 
Tudi na Ogrskem imajo veliko vremenskih pregovorov podobnih tistim na Slovenskem.
V slovaškem kraju Veľké Zálužie imajo navado, da v procesiji poiščejo v vinogradu stoječi Urbanov kip. Če je vreme lepo, ga okrasijo s cvetlicami, če pa ne, ga obmečejo s kamni.

## Ocena
Zgodovinarji se strinjajo v tem, da je papež Urban I. pokopan v Rimskih katakombah; različnega mnenja pa so, v katerih: ali v Kalistovih katakombah ali v Pretekstatovih (Catacomb of Praetextatus). Po De Rossijevem mnenju je v Kalistovih katakombah pokopan rimski škof, medtem ko je v Pretekstatovih škof od nekod drugod.
Podobne nejasnosti so tudi glede njegovega mučeništva. Zato se od 1969 ne slavi več kot mučenec in tudi ni več obvezni god. 
Nekateri zgodovinarji menijo, da izhajajo določbe o uporabi srebrnega in zlatega posodja iz poznejšega obdobja; drugi pa menijo, da so tako posodje uporabljali že prej.
Nekateri menijo, da je češčenje Urbana na nekaterih vinorodnih področjih zamenjalo rimski oziroma grški kult vinskega boga Dioniza oziroma Bakha (Bacchus).
Nekatere ljudske šege na Urbanovo torej izvirajo še iz poganske dobe. To kažejo tudi načini, kako so ravnali ponekod z Urbanovim kipom ali sliko, če vreme ni ustrezalo prosilcem; sem spada tudi maščevalnost, ki mu jo ponekod pripisujejo. Take lastnosti namreč nimajo nič opraviti s svetnikom Urbanom in nasprotujejo krščanskemu pojmu svetosti, za katero je značilna ljubezen do bližnjega ter vdanost v Božjo voljo.